# Distretto di Putnok
Il distretto di Putnok (in ungherese Putnoki járás) è un distretto dell'Ungheria, situato nella provincia di Borsod-Abaúj-Zemplén.